# 잃어버린 편지 (영화)
《잃어버린 편지》(Пропала грамота)는 우크라이나 코자크에 관한 1972년 우크라이나 역사 영화이다. 러시아화 정책으로 인해 소련에서 배급이 금지되기도 했다. 우크라이나 독립 이후에는 큰 인기를 얻었다. 우크라이나 영화 역사상 최고의 영화 100편 중 12위를 차지했다.